# Efraín González Morfín
Efraín González Morfín (Guadalajara, 5 juni 1929 -  Zapopan, 21 oktober 2012) was een Mexicaans politicus van de Nationale Actiepartij (PAN) en advocaat.
González is afkomstig uit een politieke familie uit Jalisco; zijn vader Efraín González Luna was een van de oprichters geweest van de PAN en presidentskdandidaat in 1952. González Morfín studeerde Klassieke Talen in de Verenigde Staten, filosofie aan de Universiteit van Innsbruck en politicologie, sociologie en economie aan de Sorbonne. González sprak vloeiend acht talen en is een tijdlang werkzaam geweest als vertaler.
González Morfín sloot zich in 1959 aan bij de PAN, waarvoor hij van 1967 tot 1970 in de Kamer van Afgevaardigden zat. In 1970 nam hij het in de presidentsverkiezingen op tegen Luis Echeverría van de destijds oppermachtige Institutioneel Revolutionaire Partij (PRI) en haalde 13,98% van de stemmen. In 1975 was hij kortstondig voorzitter van de PAN.
González Morfín overleed in 2012.